# Гаранькин (хутор)
Гаранькин — хутор в Калачеевском районе Воронежской области России. Входит в состав городского поселения Калач. По состоянию на 01.01.2023 года на хуторе приживает 23 человека.

## История
Образован в середине 1920-х годов крестьянами сл. Красно-Загорье. В 1945 вошел в состав Калачеевского горсовета

## Население
| 2010 |
| ---- |
| 52   |

### Историческая численность населения
По данным 1938 г. в хуторе проживало 17 человек, в 1976 г. −121

## Инфраструктура
Личное подсобное хозяйство с зоной сельскохозяйственного использования, индивидуальная застройка усадебного типа. В 1976 г. хутор состоял из 44 дворов
Основа экономики — сельское хозяйство.
Газифицирован.

## Транспорт
Остановка общественного транспорта «Гаранькин».